# Phasia vestita
Phasia vestita là một loài ruồi trong họ Tachinidae.